# Sonate pour hautbois et piano de Dutilleux
Pour les articles homonymes, voir Sonate pour hautbois et piano.
La Sonate pour hautbois et piano est une œuvre de musique de chambre d'Henri Dutilleux composée en 1947.

## Présentation
Après Sarabande et cortège pour basson et piano en 1942 et la Sonatine pour flûte et piano en 1943, la Sonate pour hautbois et piano est la troisième pièce commandée à Henri Dutilleux par Claude Delvincourt, directeur du Conservatoire de Paris, pour servir de morceau de concours imposé pour les prix de l'établissement. La partition est composée début 1947.
L'œuvre, dédiée à Pierre Bajeux, professeur de hautbois du Conservatoire, est publiée par Lucien de La Cour pour les éditions Costallat en 1947, puis par Alphonse Leduc en 1986. 
La sonate est en trois courts mouvements, :
- Aria, « longue mélodie que rien ne semble pouvoir troubler [... qui] suit un mouvement ascendant dans la tessiture du hautbois avant de retomber brutalement dans le grave[4] » ;
- Scherzo, qui « repose sur une écriture très rythmique qui contraste avec une partie centrale profondément lyrique[4] » ;
- Finale, « assez allant», qui « est construit autour de trois motifs contrastés, l'un assez gai, l'autre en forme de choral et le dernier suivant une ligne ascendante[4] ».

La durée moyenne d'exécution de la Sonate pour hautbois et piano est de dix minutes environ.    
Dans le catalogue des œuvres d'Henri Dutilleux établi par le musicologue Pierre Gervasoni, la pièce porte le numéro PG 35. L'œuvre existe aussi dans une orchestration de Kenneth Hesketh.

## Discographie
- Henri Dutilleux : pages de jeunesse, Alexandre Gattet (hautbois) et Pascal Godart (piano), Indesens INDE004, 2007[7].
- Dutilleux: Chamber Music with Piano, Francesco Di Rosa (hautbois) et Akanè Makita (piano), Brilliant Classics 94738, 2014.
- Henri Dutilleux: The Centenary Edition, CD 7, Nicholas Daniel (hautbois) et Julius Drake (piano), Erato 0825646047987, 2015[8].
- Henri Dutilleux : musique de chambre, Nora Cismondi (hautbois) et Sébastien Vichard (piano), Hérisson LH15, 2017[9].
- Dutilleux: Le Loup, Sonatine, Sonate, Sarabande et cortège, Kenneth Hesketh (orchestration), Juliana Koch (hautbois), Sinfonia of London, John Wilson (en) (dir.), Chandos CHAN 5263, 2021[10].